# Aeroportul Morombe
Aeroportul Morombe (IATA: MXM, ICAO: FMSR) este un aeroport din Regiunea Atsimo-Andrefana, Madagascar ce deservește zona Morombe⁠(d). A fost numit după zona deservită.
Situat la o altitudine de 5 m, aeroportul dispune de o singură pistă.